# 昭武九姓

8世纪的中亚

昭武九姓，亦称九姓胡，中国南北朝、隋、唐时期对西域河中的粟特民族和国家及其来华后裔之统称，為維吾爾族與回族等中国西北少数民族的族源之一。即康、史、安、曹、石、米、何、火寻（花剌子模）和戊地九姓（出自《新唐书》，又有包括穆、東安、畢、沛捍、那色波、烏那曷、漕等姓的说法），唐代又称九姓胡。《隋书》记载，九姓的祖先是月氏人，原居祁连山昭武城（今甘肃张掖市临泽县），为匈奴所破，迁居葱岭，分为多个小国，其王均以昭武为姓。昭武九國在南北朝時隸屬懨噠，隋朝時隸屬西突厥。唐朝平西突厥後，划入康居都督府，归安西都护管辖。康国为康居都督府、史为怯沙州、安为安息州、石为大宛都督府、米为安息州、何为南谧州。
昭武九姓人善商贾，和中国通商很早，唐代在中国的外商，以昭武九姓人最多，其中又以康国人、石国人为主。
西安、洛阳出土了许多昭武九姓中曹、石、米、何、康、安诸姓的墓志，他们有的为唐朝立了军功，有的担任过唐朝的军政职务。例如唐代石城守将康拂耽延、鸿胪卿康谦，琵琶乐师康昆仑。安禄山原为康国人，后改姓安。哥舒翰则父为突厥，母为九姓胡。史思明亦出自史国，有关史思明，另一种说法认为其史姓来自突厥王族阿史那氏的缩写，但据史思明自己立的《大唐再修归义寺碑》提到，其父系郡望在金陵，经考证金陵为前凉时期的河西地区建康郡的别称，郡治骆驼城，因此史思明也出自昭武九姓，入华后落脚在河西地区。安禄山郡望在瓜州常乐县，其县名别称为会稽。
九姓由于世代经商，成为古代西亚文明、南亚文明与东亚文明的重要媒介。石国、康国的胡腾舞、胡旋舞和柘枝舞曾传入长安，为唐人所喜爱。而狮子、哈巴狗、汗血马等物种传入东土，也与九姓有关。

## 族属争议

### 昭武含义
昭武九姓的史料始见于《魏书》、《北史》、《隋书》、两《唐书》中的各 《西域传》。“昭武”一词最早见于《汉书》中《地理志》所属的张掖郡昭武县（今甘肃）。不过也有近代学者提出異议，认为昭武九姓中的“昭武”应为外语音转写，德国学者马考特认为昭武应是后突厥碑文中的Čub对音，日本学者白鸟库吉进一步补充，认为Čub在伊朗语为“温”，在突厥语中则为“昭武”。植一雄认为“昭武”是嚈哒头罗曼碑文中的Jabula对音，为嚈哒姓氏或称号。另外在敦煌粟特文书上，还多次发现ʏβɯ一词，一般认为读作“昭武”，意为“城主”，用来称呼首领。

### 来华九姓胡
自加拿大学者蒲立本（1952）提出来华胡人是否是粟特人，“以康、安、石、史、米、曹、何等九姓为判断依据”后，今日学者所论的昭武九姓多指中亚河中粟特族人。但随着后来考古文物的出现，也有学者开始认为来华姓“九姓”的人未必就是粟特人，并且支持汉文史书各《西域传》中的月氏人观点，指出来华的昭武九姓并非一支独立的民族。
粟特人自3世纪—8世纪中叶（魏晋至中唐）来华，多以九姓自居，不过据在内蒙古阿拉善右旗出土的西汉居延汉简，当时河西一带已有姓“九姓”者，居延汉简康、安、石、史、米、曹、何、穆、苏九姓出现的人名条目繁多且复杂，其中以安姓居首位，比粟特人来华时间早了500年，一般多认为他们是匈奴打败月氏，月氏人西迁后所留下来的遗民。
汉武帝于前121年取河西之后，史籍中有关内地人在河西地区活动的最早记载是在前119年，此年汉朝先将5万军人及其家属徙往河西，后又续迁部分关东72.5万贫民，至少在前119前河西地区无内地百姓居住，如有人居住，他们应是残留在当地的一些小月氏和羌人。西汉开发河西初期，主要靠当地居民，而当地居民构成中月氏人和羌人占很大的一部分，与后来昭武九姓的姓氏相同的姓氏在居延汉简中大量出现，虽其中也有部分迁往河西的戍民姓有这些姓氏，如何镇，南阳郡涅阳邑东城里人，但是汉简中明确注明大量有这些姓氏的人是本地人的记录，如苏海，张掖郡居延垪庭里人；石夫，张掖郡居延孤山里人；史承禄，张掖郡居延西遂里人等等。
由此可以看到与昭武九姓类似的九姓在河西地区早在前2世纪普遍出现，当然我们不能说他们是粟特人，毕竟那时候西汉跟西域的联系还不是很密切，因此月氏人曾经生活过的地区是有这些姓氏的，这就把《魏书》中《西域传》等史书记载的“本月氏人”跟昭武九姓的“九姓”联系起来。
普鲁士教授Walter B. Henning（1948）最早注意到这些来华的昭武九姓，实际上仅仅用自己选定的姓氏来表明自己来自何方，而不是表明自己的族别，例如，安某、康某胡人，仅表明自己是“安国来的人”、“康国来的人”。曾经游历唐代广州的阿拉伯商人苏莱曼在《苏莱曼东游记》（成书于880年）也证实了外国人取姓氏的具体情况：
如果到中国去旅行，要有两个证明：一个是城市王爷的，另一个是太监的。城市王爷的证明是道路上使用的，上面写明旅行者以及陪同人员的姓名、年龄，和他所属的宗族，因为所有在中国的人，无论是中国人，阿拉伯人还是其他外国人，都必要使其家谱与某一氏联系起来，并取该氏族的姓氏。而太监的证明上则注明旅行者随身携带的白银与货物，在路上，有关哨所（过所）要检查这两种证明。为了不使其白银或其他任何物品有所丢失，某人来到中国，到达时就要写明：“某某，某某之子，来自某某宗族，于某年某月某日来此，随身携带某某数目的白银和物品”。这样，如果出现丢失，或在中国去世，人们将知道物品是如何丢失的，并把物品找到交还他，如他去世，便交还给其继承人。
学者不主张把粟特、南北朝的康国、西汉的康居三者相等同，因在河中地区操粟特语、称粟特王的也未必是粟特族，而3世纪—8世纪中叶来华的“粟特人”，实际上也主要是由当地粟特族和月氏人两种人所构成。

### 善武特点
来华昭武九姓初为经商、能舞工歌著称于世，但由于长期与突厥一蒙古系游牧民族的密切接触，开始以善战军人的身份出现，也因此在中原地区获得了更大的政治上的成就，至10世纪的五代时期，粟特人绝大部分为世传的骁勇武将，并且擅长骑射，其品性已经迥异于6世纪时以经商、歌舞见长的粟特人。著名的昭武九姓人就有后赵和后晋开国皇帝，石勒与石敬瑭，唐朝时期大燕皇帝安禄山和史思明。

### 同化
据唐代九姓胡的41座墓志中，其通婚对象能分为安史之乱（755年）前后两期，安史之乱前九姓与同族之间通婚者为53%，与汉族通婚者为19%，这期间唐朝政府对在华娶妻的外来人口禁止归国，法律上不承认双方所生子女有继产权，并且对越境者给予刑罚，因此从墓志来看，这些九姓胡都是老死在唐朝，在不能“还蕃”的威胁下，则多采取内部通婚；安史之乱后九姓与同族之间通婚者降至33%，与汉族通婚者为67%，这期间由于陇右受阻，九姓胡的汉化不断深入，活动范围扩大，以致与汉族的通婚率增高。由于他们世代与汉族人通婚，历经数百年还出现了不少自幼学习书画等士大夫文化的儒士，如北宋米芾。
除了融入漢族之外，另一部份在宋朝後，被稱為回回或回族。在中華人民共和國建立後，將回族分為居住在新疆的維吾爾族以及中國汉地的回族兩大部份。